# Hjaltastaðafjall
Hjaltastaðafjall är ett berg i republiken Island. Det ligger i regionen Norðurland vestra, 200 km nordost om huvudstaden Reykjavík. Toppen på Hjaltastaðafjall är 836 meter över havet.
Trakten runt Hjaltastaðafjall är nära nog obefolkad, med mindre än två invånare per kvadratkilometer. Närmaste större samhälle är Varmahlíð, nära Hjaltastaðafjall. Trakten runt Hjaltastaðafjall består i huvudsak av gräsmarker.